# Embolismo
Se llama embolismo a la tercera lunación que se añade al cabo de tres años al año lunar, para sujetarlo al año solar: porque 12 lunaciones no componen más que 354 días y 8 horas. De este modo restan cerca de 11 días para igualar al año del Sol. 
Esta diferencia en el término de tres años llega a componer una lunación entera, que añadida a las doce del año lunar, da trece y algunos días, que van en cuenta para los siguientes, a cuya operación se le llama embolismo. 
En sentido metafórico, es tomada esta palabra por confusión, enredo, embarazo y dificultad en algún negocio.